# Barbecue-Smoker

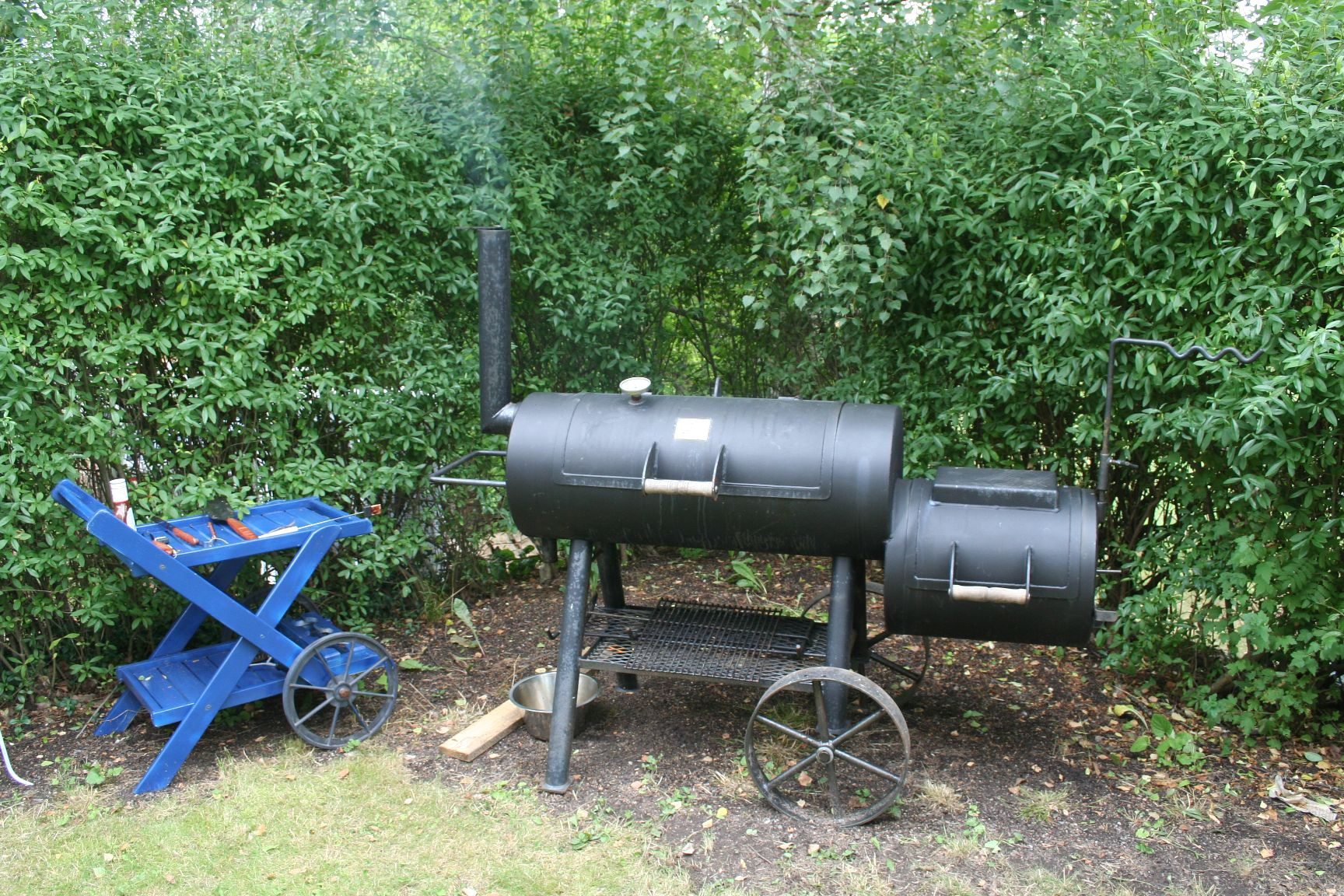
Barbecue-Smoker in klassischer Form des Barrel-Smokers

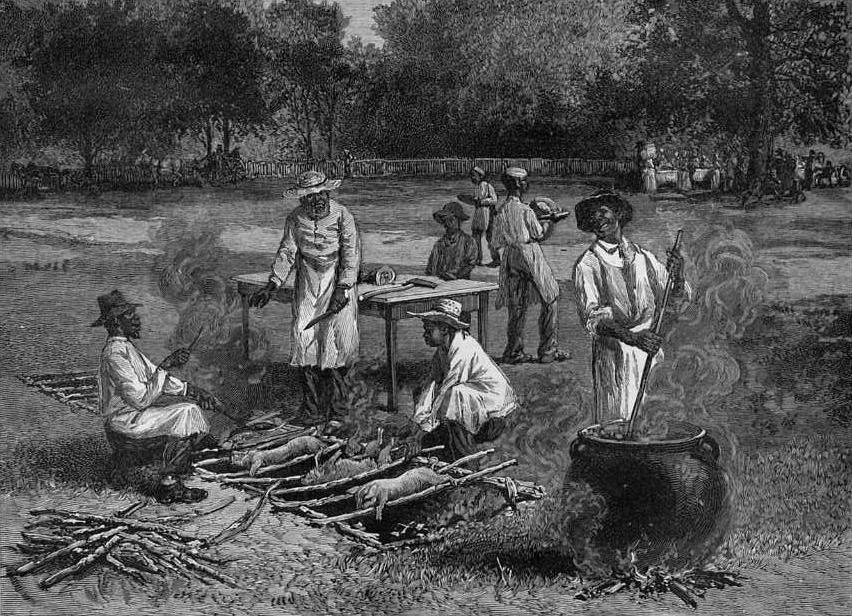
Ursprüngliches Barbecue in der Grube

Ein Barbecue-Smoker ist ein holz- oder kohlebefeuerter Ofen, in dem Speisen im heißen Rauch gegart oder geräuchert werden. Der Smoker ist das typische Zubereitungsgerät beim Barbecue. Anders als beim Grillen liegen die Speisen nicht direkt über der Glut oder dem Feuer.
Der Barbecue-Smoker entwickelte sich aus der Technik, Fleisch über mehrere Stunden bei niedriger Temperatur in einer mit Glut beheizten Erdgrube (engl. pit) zuzubereiten. Diese Methode wurde vor allem von Sklaven und einkommensschwachen Familien in den USA im 18. und 19. Jahrhundert etabliert. Durch die schonende und zum Teil gewürzintensive Art der Zubereitung konnte auch Fleisch zubereitet werden, das ansonsten als minderwertig angesehen wurde und auf Grund von Zuschnitt und Struktur schwierig über offenem Feuer zu garen war.
Typisch für Gerichte beim Barbecue sind Fleischstücke mit hohem Fett- und Bindegewebsanteil oder einem ungünstigen Verhältnis zwischen Knochen und Fleisch, also oft eigentlich als Suppen- oder Schmorfleisch angesehene Stücke und Zuschnitte von Schwein und Rind, aber auch Lamm und Geflügel, seltener Fisch.

## Entwicklung

### USA
Nachdem sich die Zubereitungsart in der Erdgrube etabliert hatte, wurden speziell in den Südstaaten der USA bald andere Techniken ausprobiert und praktiziert, wie zum Beispiel das Zubereiten der Gerichte unter umgedrehten Stahlbadewannen. Mit der Zeit entwickelten sich verschiedenste holz- oder holzkohlebefeuerte Geräte zur Barbecuezubereitung, die fast ausnahmslos aus kostenfreien oder kostengünstigen Abfall- und Restmaterialien gebaut wurden. Diese Idee spiegelt sich heute noch im Bau des weiter unten erläuterten Ugly Drum Smokers wider.
Die Barbecueverkaufsstände der meist afroamerikanischen Köche waren zunächst die einzigen Orte, an denen die Öffentlichkeit mit der Zubereitungsart des Barbecues in Berührung kam. Erst Anfang/Mitte des 20. Jahrhunderts eröffneten die ersten kommerziellen BBQ-Restaurants.
Als in der zweiten Hälfte des 20. Jahrhunderts die ersten sogenannten „BBQ-Cook-Offs“, also Barbecue-Kochwettbewerbe in den USA stattfanden, wurde die Notwendigkeit erkannt, die Zubereitungsgeräte transportabel und auf einem gewissen Fertigungsstandard zu halten. Der Barbecue-Smoker war somit geboren.

### Europa
Mit der Ausrichtung von Grill- bzw. Barbecue-Wettbewerben auch in Ländern außerhalb der USA wurde der BBQ-Smoker unter anderem in Europa bekannt. Nicht zuletzt durch Medienberichte über diese Wettbewerbe hat sich der Smoker seit Anfang des neuen Jahrtausends auch hier etabliert.

## Ausführungen

### Barrel-Smoker

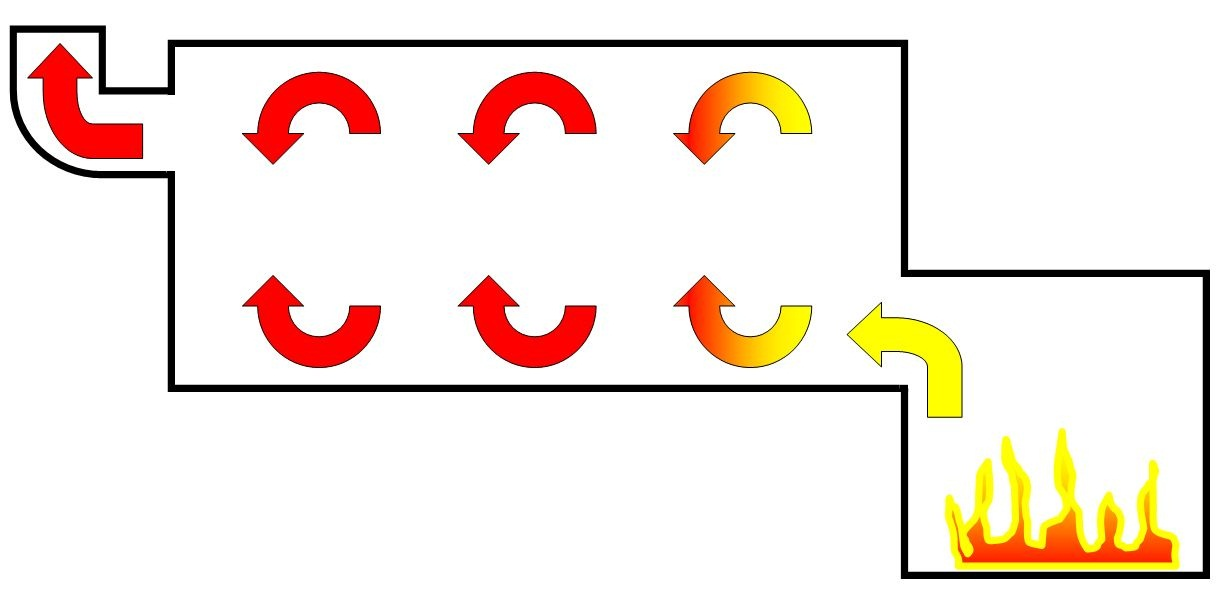
Schematische Darstellung der Funktion eines Barrel-Smokers

Die gebräuchlichste und verbreitetste Form des Barbecue-Smokers ist die klassische Bauweise des Barrel-Smokers, teilweise auch Offset-Smoker genannt. Diese Smoker bestehen meist aus runden, dickwandigen (in Materialstärken zwischen 5 und 10 mm) Stahlrohren im Durchmesser von 40 bis 60 cm, andere Größen und Formen sind vor allem bei Eigenbauten aber durchaus möglich. Klassische Barrel-Smoker haben neben der großen horizontalen Garkammer (auch Pit nach dem englischen Wort für ‚Grube‘ genannt, da in der klassischen Zubereitungsmethode beim Barbecue das Fleisch in einer Erdgrube zubereitet wurde), eine weitere kleine Kammer, die sich etwas tiefer und seitlich der Garkammer befindet. 
In dieser Kammer wird das Feuer gemacht, weswegen sie auch Side-Fire-Box (etwa: ‚seitliche Feuerkammer‘) genannt wird. Der Garraum kann mehrere, horizontal auch übereinander angeordnete Gitter oder Grillroste beinhalten, auf die die zu garenden Speisen gelegt werden. Pit und Side-Fire-Box sind in den meisten Fällen über aufklappbare Deckel (selten: Dreh- oder Schiebedeckel) zugänglich, die eine Öffnung zwischen 90° und 120° des Garraumrohres freigeben. Da die Deckel aufgrund der Materialstärken sehr schwer sein können, ist gerade bei großen Offset-Smokern ein Gegengewicht am Deckel der Garkammer angebracht, um das Öffnen zu erleichtern. Die Side-Fire-Box ist zusätzlich noch über eine seitlich eingelassene Tür zugänglich, die das Nachlegen von Brennstoff ermöglicht, ohne den Deckel öffnen zu müssen.
Auf der anderen Seite der Garkammer befindet sich je nach Ausführung ein kleiner Schornstein oder eine zweite vertikal angeordnete Garkammer, der sogenannte Räucherturm, der eine weitere Öffnung für den Schornstein aufweist. Durch den Schornstein entweicht der in der Feuerkammer entstehende und durch die Kammern geleitete Rauch nach außen. Die Ausführung mit seitlichem Räucherturm wird auch Chuckwagon genannt. Aus dem Gargut austretendes Fett und sonstige Flüssigkeiten werden in der Regel durch einen Ablauf im Boden der Garkammer ausgeleitet und in einem unter dem Ablauf hängenden Eimerchen, dem sogenannten Fetteimer, gesammelt.
Je nach Ausführung des Barbecue-Smokers befindet sich auf dem Deckel der Side-Fire-Box eine Kochplatte. Diese kann zum Erwärmen von Soßen, Braten, Kochen oder auch zum Vorwärmen des Brennholzes genutzt werden. Ebenfalls an der Side-Fire-Box befindet sich bei einigen Modellen ein Haken, der ein Einhängen eines kleinen Kessels oder Topfes (oft findet hier ein Dutch Oven Verwendung) über der geöffneten Feuerkammer ermöglicht. Die Temperaturregelung in der Garkammer erfolgt zum einen über die Menge und die Art des Brennmaterials, zum anderen über Klappen, die die Luftzufuhr zur Brennkammer und die Rauchgasabfuhr im Kamin regeln. Die Größen der verschiedenen Modelle und Ausführungen des Barrel-Smokers weichen zum Teil beträchtlich voneinander ab. Sie reichen vom ungefähr eineinhalb Meter langen Modell für den heimischen Garten über den auf einem PKW-Anhänger verbauten Chuckwagon für den Cateringeinsatz bis hin zu einem zum Smoker umgebauten Tieflader.

### Reverseflow-Smoker

Schematische Darstellung der Funktion eines Reverseflow-Smokers

Eine Variante des klassischen Smokers ist der Reverseflow-Smoker. Bei dieser Bauart werden die heißen Rauchgase zunächst von der Side-Fire-Box durch ein geschlossenes System am Boden der Garkammer unter einem Zwischenblech, dem sogenannten Baffleplate, auf die andere Seite des Garraumes geführt. Erst hier gelangt der Rauch in den Garraum, verteilt sich dort und wird dann über einen Schornstein auf der Seite der Side-Fire-Box ausgeleitet. Bei dieser Bauart ergibt sich eine gleichmäßigere Temperaturverteilung im Garraum durch die Umlenkung der heißen Rauchgase sowie der Erwärmung des Baffleplate, und es gibt nicht, wie bei der klassischen Bauweise, den sogenannten Hotspot im Garraum auf der Seite der Side-Fire-Box. Die Temperaturregelung erfolgt wie bei der klassischen Bauweise.

### Pellet-Smoker

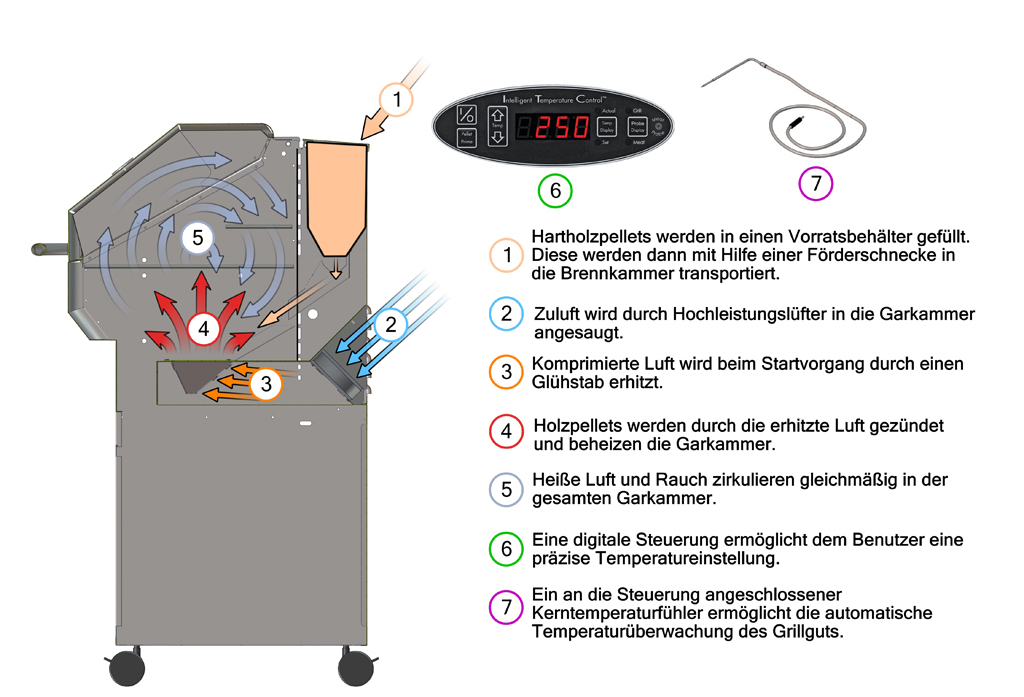
Aufbau und Funktionsweise eines Pelletgrills bzw. Pellet-Smokers

Eine Sonderform des Barrel-Smokers ist der mit speziell dafür hergestellten Holzpellets befeuerte Pellet-Smoker. Dieser besitzt anstatt der Side-Fire-Box ein Vorratsbehältnis für die Pellets und eine strombetriebene Zündung. Die Pellets werden je nach gewünschter Temperatur in entsprechender Menge und Zeitabständen zur Befeuerung gefördert und dort verbrannt. Da die Temperatur und die Verbrennung der Pellets elektronisch überwacht und durch automatische Lüfter gesteuert wird, ist, sobald Garraum- und Garguttemperatur vorgewählt sind, eine weitere Überwachung des Garvorgangs nicht notwendig. Die Pellets für die Befeuerung werden in unterschiedlichen Holzsorten angeboten, so dass auch hier die Beeinflussung des Geschmacks über die Holzsorte möglich ist.

### Ugly Drum Smoker

Schematische Darstellung eines Ugly-Drum-Smokers

Eine weitere Ausführung des Barbecue-Smokers ist der sogenannte Ugly Drum Smoker (UDS), teilweise auch Upright Drum Smoker oder nur Drum-Smoker genannt. Diese Ausführung entsteht fast ausschließlich im Eigenbau. Ausgangsbasis ist ein ausgebranntes oder sandgestrahltes Stahlfass mit Spannringdeckel im Volumen 200 oder 220 Liter. Durch den Einbau von Kohlekorb, regelbaren Belüftungsöffnungen sowie einem oder mehreren Grillrosten entsteht ein preisgünstiger Smoker. 
Optional bestehen weitere Möglichkeiten der Ausführung wie zum Beispiel das Einbauen einer Sand- oder Wasserschale als Wärmespeicher und zum Ausgleich von Temperaturschwankungen oder auch der Einbau von einem oder mehreren Thermometern zur Kontrolle der Garraumtemperatur. Das Fass wird außen oft mit temperaturbeständigem Lack behandelt, um einer vorzeitigen Korrosion vorzubeugen.
Die Befeuerung erfolgt mittels Holzkohle oder Holzkohlebriketts unter Zugabe von Holzstücken oder Spänen zur Raucherzeugung. Es wird jedoch nicht der ganze Brennstoff auf einmal gezündet, sondern auf den gefüllten Kohlekorb wird eine Ladung durchgeglühte Kohlen gegeben. Die restlichen Kohlen glühen dann über Stunden langsam durch, so dass ein gleichmäßiger Abbrand erfolgt (Minion-Methode). Durch die Steuerung der Luftzufuhr an den verstellbaren Lufteinlässen in Bodenhöhe des Fasses, oft finden drei gleichmäßig um das Fass angeordnete Kugelhähne Anwendung, kann die Temperatur im Inneren relativ genau und stabil geregelt werden.
Der Ursprung dieser Form des Barbecue-Smokers ist ebenfalls wie bei der klassischen Form in den USA zu finden. Der Name Ugly Drum Smoker, also übersetzt „Hässlicher Fass-Smoker“, verweist auf das oft eigenwillige Äußere der Fässer aufgrund des Eigenbaus oder auch aufgrund des Zustandes des Smokers nach mehreren Jahren der Nutzung (Abblättern der Farbe, Beulen etc.). In der Handhabung ist der UDS deutlich einfacher als der klassische Barrel-Smoker. Wurde genug Brennmaterial in den Kohlekorb gefüllt und ist die Temperatur einmal eingeregelt, läuft der UDS über viele Stunden, teils über Nacht, stabil, ohne dass es eines weiteren Eingreifens bedarf.

### Water-Smoker

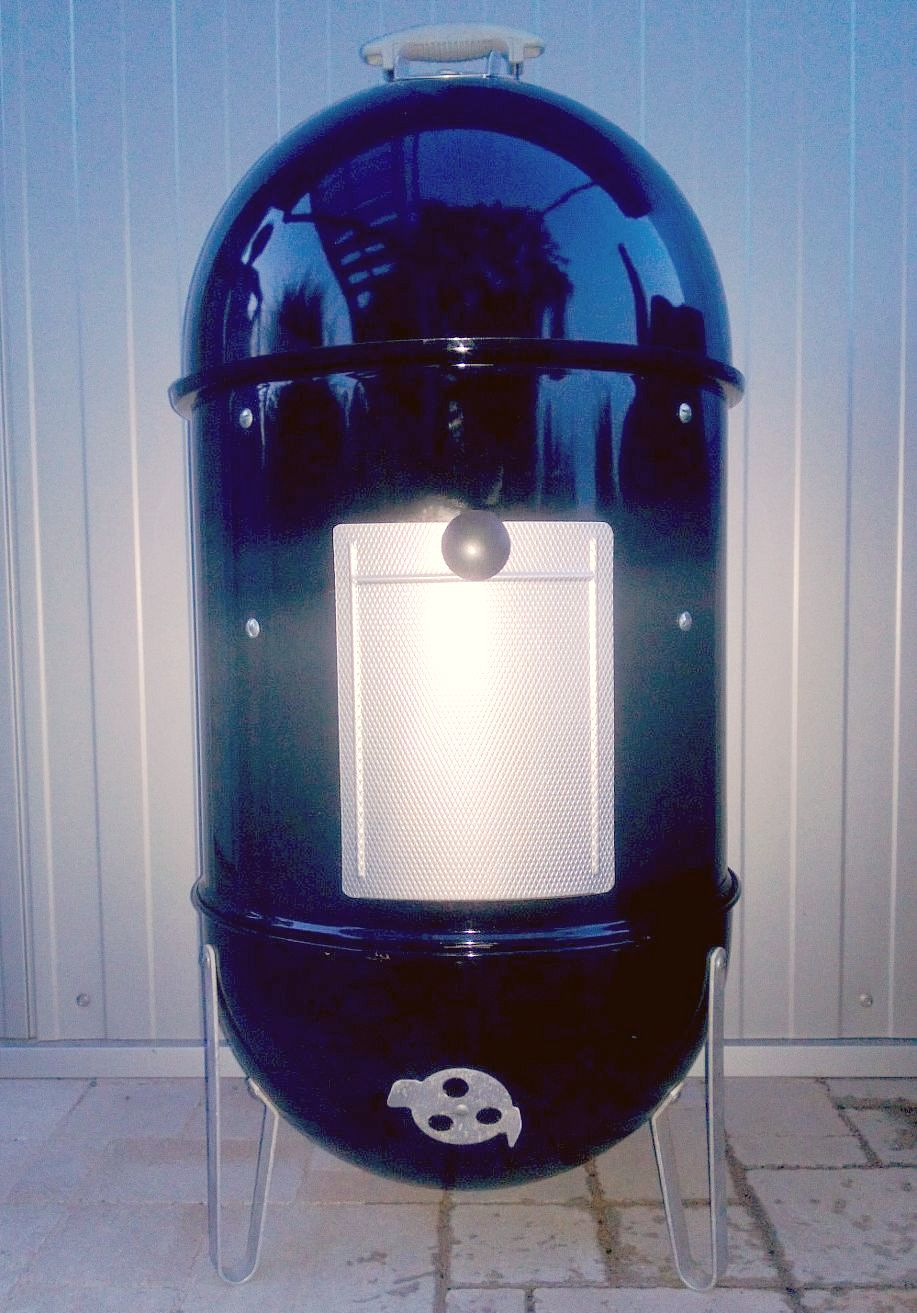
Ein typischer Water-Smoker

Der Water-Smoker, aufgrund seiner Form auch Bullet-Smoker genannt, entspricht in seiner Funktionsweise der des Ugly Drum Smokers. Er besteht in der Regel aus einem schalenförmigen Unterteil mit Füßen, Kohlerost und regelbaren Belüftungsöffnungen, einem oder mehreren ringförmigen Erhöhungen (sogenannte Stacker) mit Wasserschale und Grillrosten sowie einem halbkugelförmigen Deckel mit regelbaren Belüftungsöffnungen und Griff. Die Stacker können je nach Modell noch mit einer seitlichen Klappe zum Nachfüllen von Brennstoff oder Wasser ausgestattet sein. 
Die üblichen Durchmesser solcher Water-Smoker betragen zwischen 40 cm und 57 cm. Angeboten werden diese Smoker von den namhaften Grillherstellern. Die Befeuerung eines Water-Smokers erfolgt analog zu der Befeuerung des Ugly Drum Smokers, ebenfalls mit dem Vorteil der langen und temperaturstabilen Laufzeit ohne weiteres Zutun. Ein Vorteil dieser Bauweise ist die Flexibilität im Bezug auf die nutzbare Grillfläche. Durch Hinzufügen eines oder mehrerer Stacker (inklusive Grillrost) kann die Grillfläche schnell und effektiv den Bedürfnissen angepasst werden.

### Weitere Ausführungen
Neben den oben genannten geläufigsten Varianten gibt es noch viele Spielarten des Barbecue-Smokers. Genannt sein sollen hier vor allem noch die gewerblich in den BBQ-Restaurants genutzten Smoker, die im Wesentlichen einen Niedertemperaturofen mit zusätzlicher Raucherzeugung darstellen. Diese Smoker werden oft in den Küchen der Restaurants verbaut und fügen sich optisch meist durch leicht zu reinigende Oberflächen, zum Beispiel aus Edelstahl, in die sonstige Kücheneinrichtung ein. Im privaten Hausgebrauch finden sich noch gasbetriebene Smoker, gemauerte Smoker (sogenannte Brick-Smoker) und diverse, oft kunstvolle Abwandlungen des Barrel-Smokers.

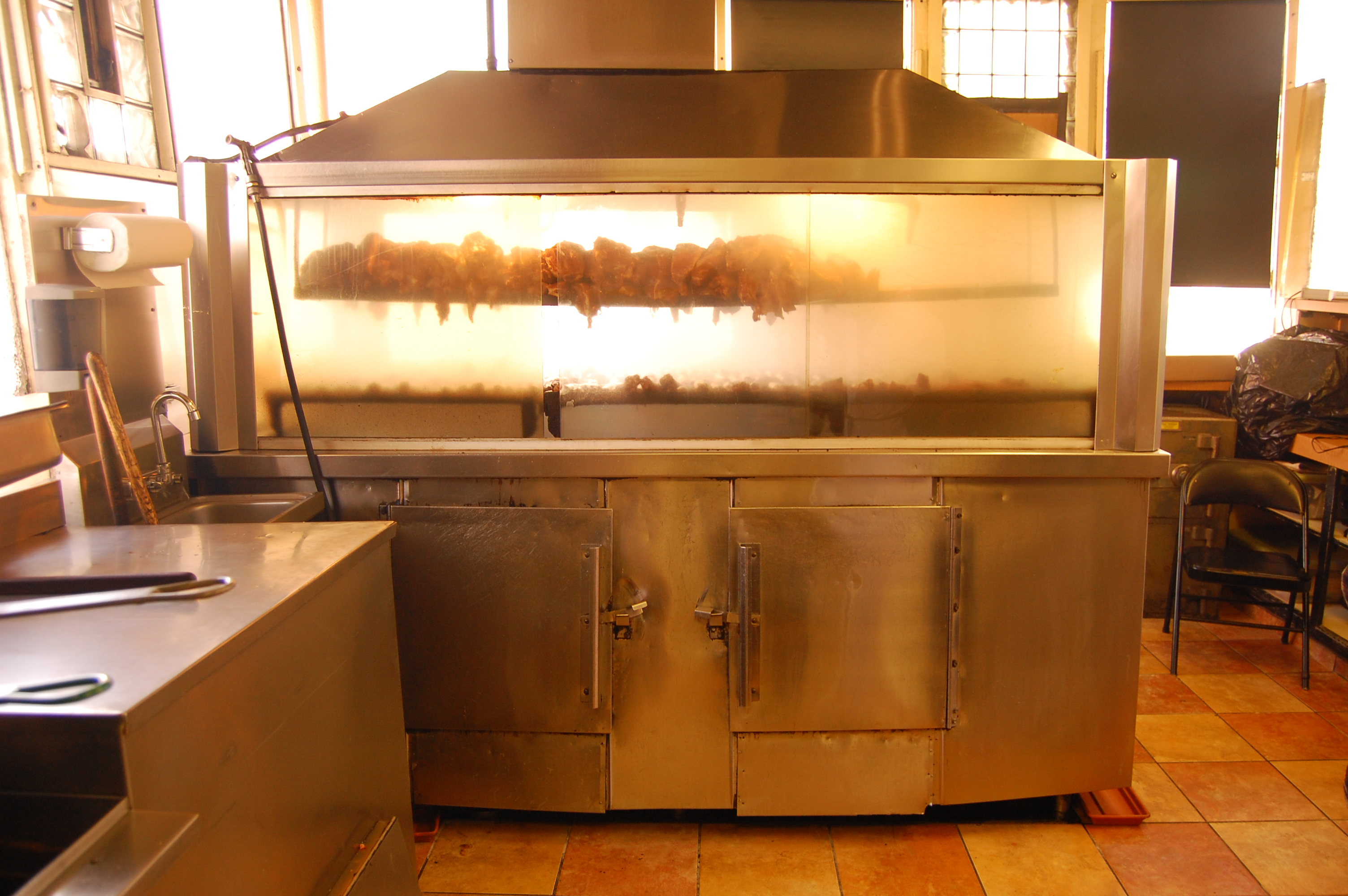
Küche eines BBQ-Restaurants mit Smoker
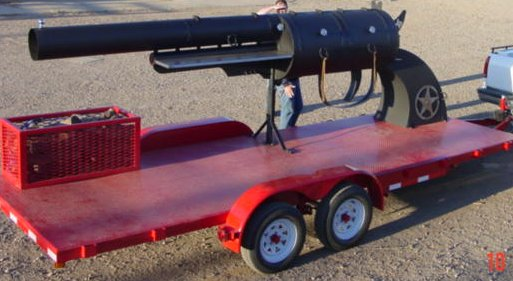
Smoker-Eigenbau aus Texas
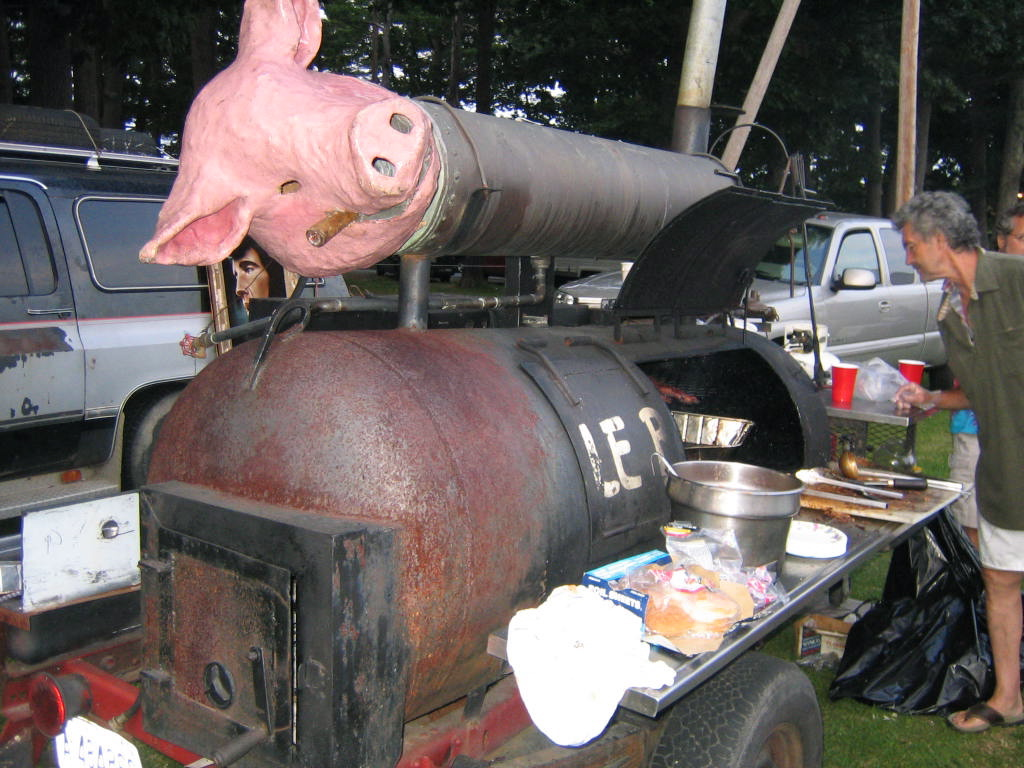
BBQ-Smoker in Betrieb
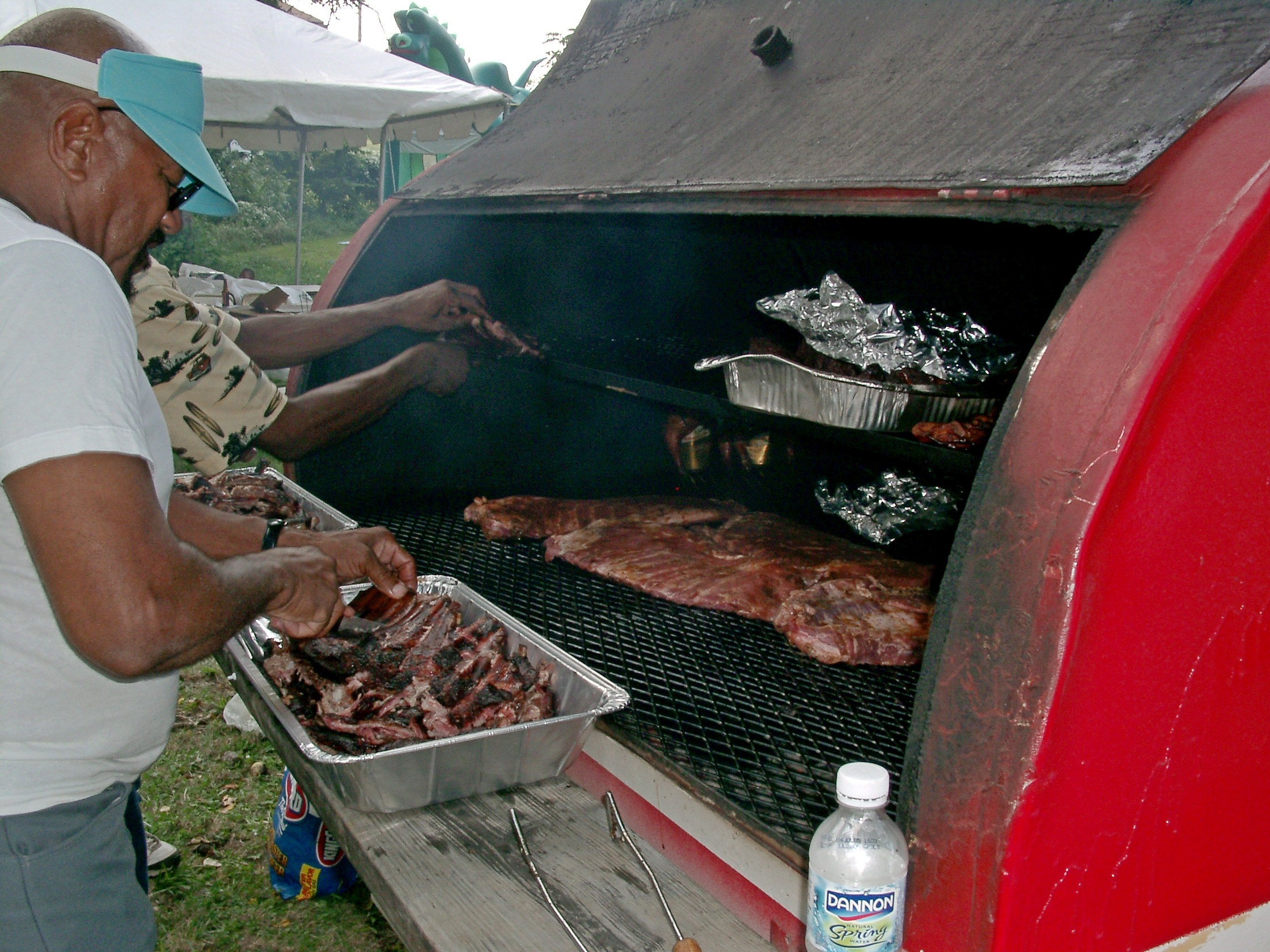
Barrel-Smoker
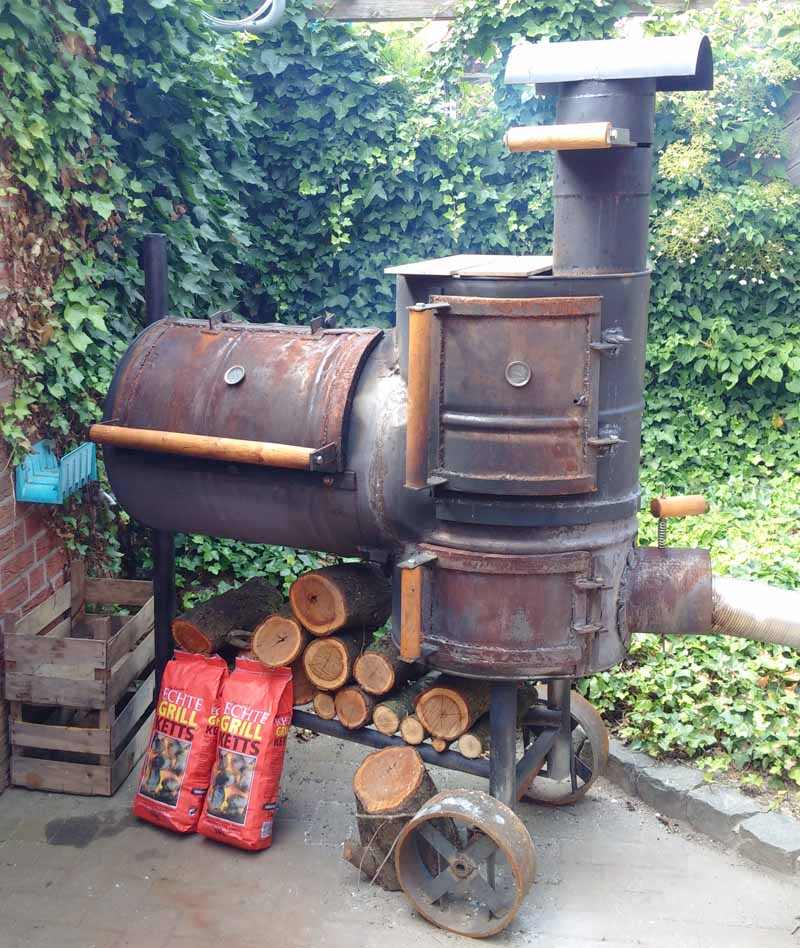
Eigenbau-Smoker (Mix aus Reverseflow- und Barrel-Smoker mit Räucherturm)

## Typische Gerichte aus dem Barbecue-Smoker

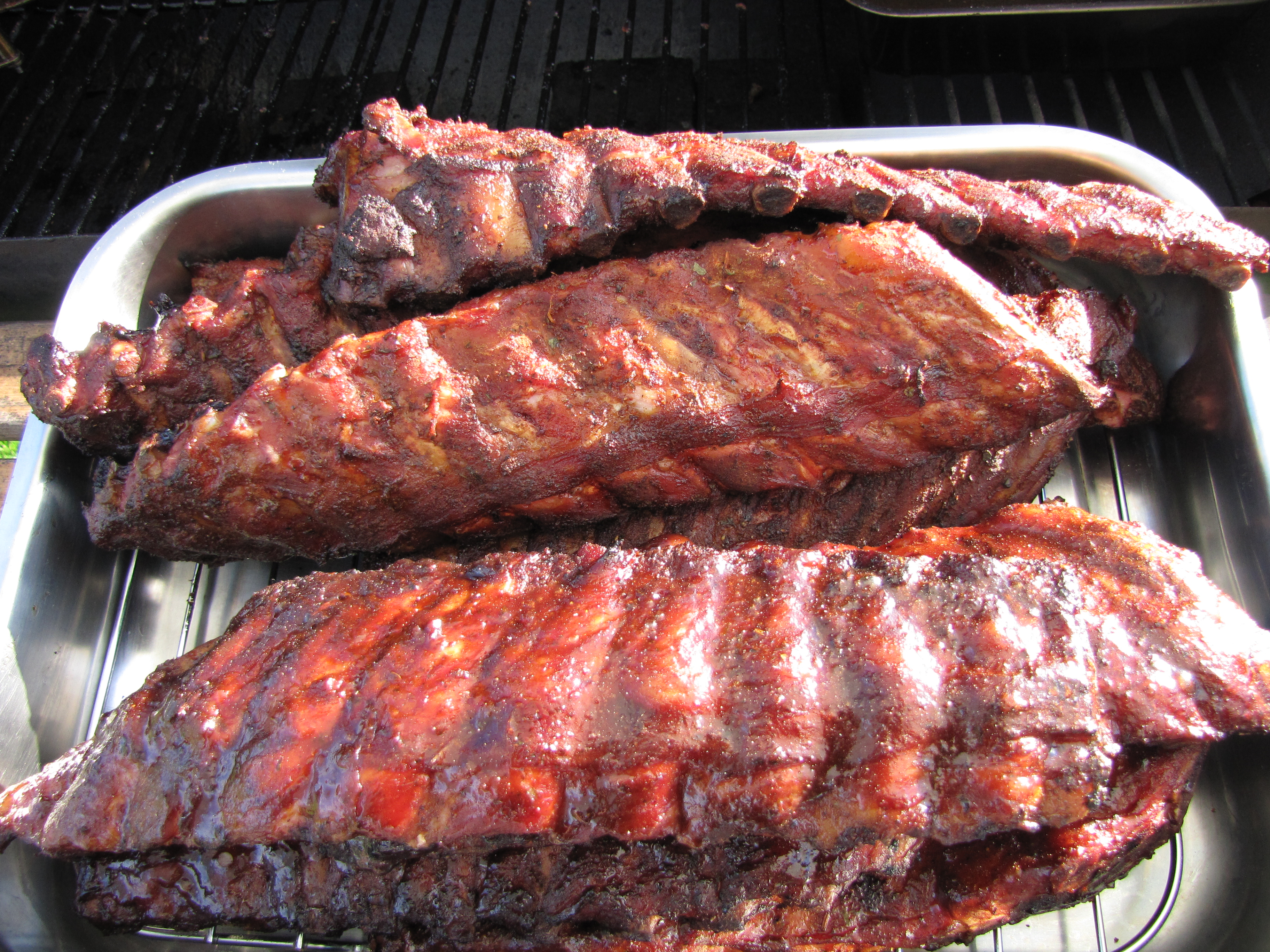
Schweinerippchen aus dem Smoker

Klassische Speisen, die in einem Barbecue-Smoker zubereitet werden, sind vor allem Spareribs (Schweinerippchen), Pulled Pork (nach dem Garen zerzupftes oder kleingeschnittenes Schweinefleisch aus Nacken oder Schulter) sowie Beef Brisket (Kernstück der Rinderbrust).

## Zubereitungsmethode

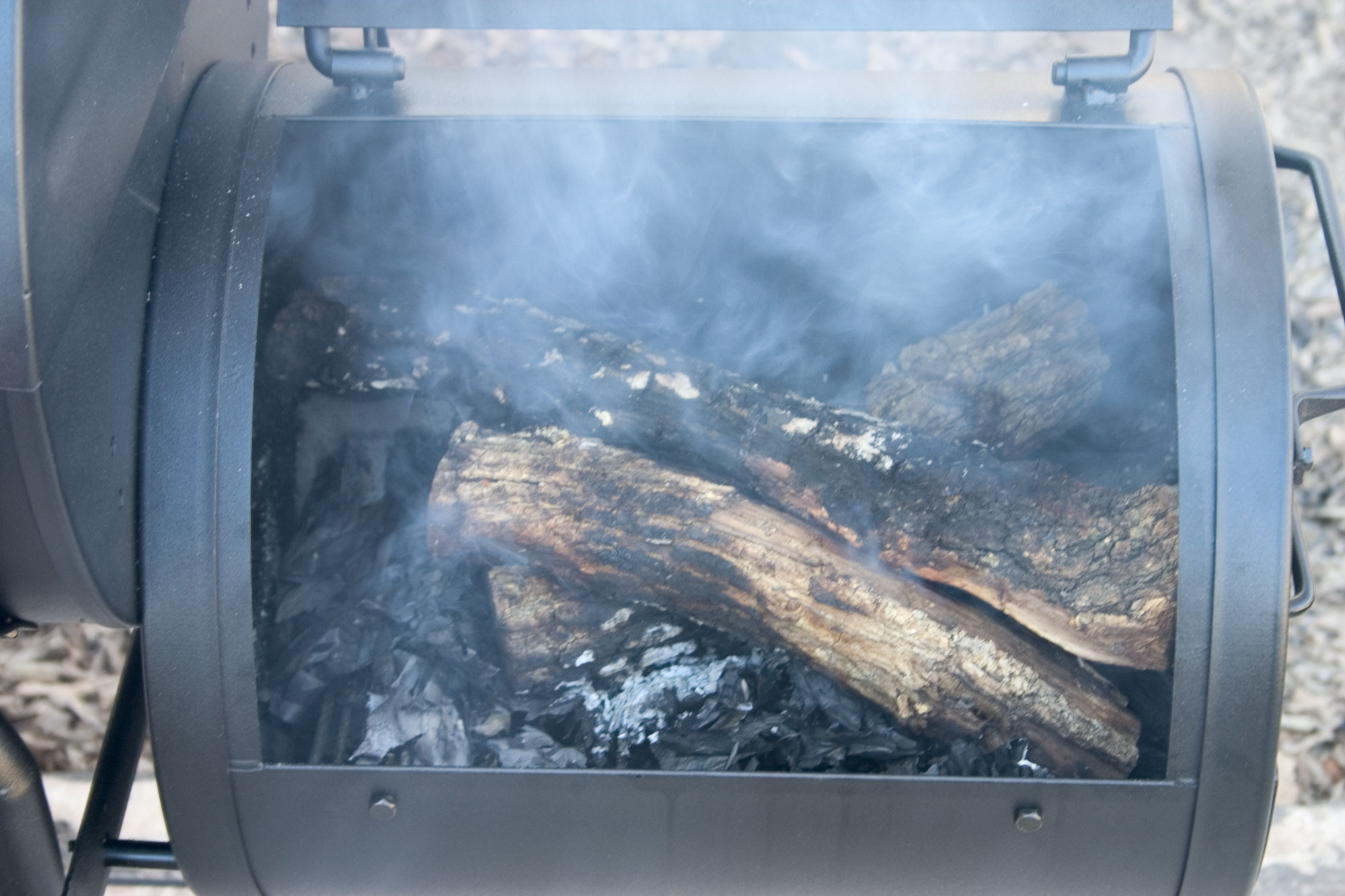
Holzglut in der Side-Fire-Box eines Barrel-Smokers

Speisen wie Fleisch, Geflügel und Fisch werden in einem Barbecue-Smoker im Heißluft- oder nach dem Räucherverfahren gegart. Die typische Garraumtemperatur beim Barbecue liegt zwischen 90 und 130 Grad Celsius. Im Barrel-Smoker wird hierzu zunächst ein Feuer in der geöffneten Side-Fire-Box entfacht und so lange Brennstoff nachgelegt, bis durch das Abbrennen ein ausreichendes Glutbett entstanden ist. Jetzt wird der Deckel geschlossen und die Lüftungsklappen an Side-Fire-Box und Kamin so eingestellt, dass die gewünschte Temperatur im Garraum erreicht und gehalten wird. 
Zur weiteren Befeuerung wird nun im Abstand von ungefähr 30 Minuten jeweils ein kleines Scheit Holz nachgelegt. Das Holz sollte trocken sein und stets sauber brennen, eine übermäßige Rauchentwicklung muss verhindert werden, da sich sonst Ruß am Gargut absetzt und den Geschmack verdirbt. Zur schnelleren Zündung des nachgelegten Holzes können einzelne Scheite auf der Kochplatte der Side-Fire-Box vorgewärmt werden. Alternativ kann auch mit Holzkohle gefeuert werden. Gerade bei Benutzung von Holzkohlebriketts entfällt das häufige Nachlegen.
Neben Fleisch können in einem Barbecue-Smoker eine Vielzahl an Speisen zubereitet werden, die man über dem Feuer in der Regel nicht zubereitet. Durch die möglichen hohen Temperaturen (300 Grad Celsius im Garraum sind durchaus möglich) kann die Garkammer auch als Backofen genutzt werden, um zum Beispiel Pizza auf einem Stein zu backen.
Bei der Zubereitung in der rauchigen Abluft des Feuers erhalten sämtliche Speisen den für Barbecue bekannten rauchig-würzigen Geschmack. Der Rauchgeschmack kann durch die Verwendung von Grillbriketts als Brennmaterial minimiert werden. Andererseits kann durch die Verwendung von bestimmten Holzarten der Rauchgeschmack auch variiert und auf die jeweilige Fleischsorte abgestimmt werden. So verleihen Obsthölzer dem Gargut eine süßliche Note, während das oftmals verwendete Buchen- oder Eichenholz eher eine kräftig würzige Geschmackskomponente an das Gargut abgibt. Auf die Verwendung von Nadelholz sollte nach Möglichkeit ganz verzichtet werden, da es aufgrund des enthaltenen Harzes zu vermehrter Rauchentwicklung bei der Verbrennung kommt und sich bitter schmeckende Rückstände am Gargut absetzen können.